# Jean Frappier
Jean Frappier (Cars, Gironda, 22 d'abril de 1900 – París, 29 d'agost de 1974) fou un romanista i medievalista francès.

## Vida
Frappier va estudiar a la Universitat de Bordeus, feu els exàmens d'agregació i esdevingué professor d'ensenyament secundari. L'any 1936 defensà les tesis d'habilitació Étude sur "La Mort le Roi Artu". Roman du XIIIe siècle. Dernière partie du "Lancelot" en prose (París 1936, reeditada el 1961, 1972) i l'edició de La Mort le roi Artu. Roman du XIIIe siècle (París 1936, reeditada 1956, 1964, Ginebra 1996). Des de 1937 i fins a 1948 fou professor a la Universitat d'Estrasburg; i fins a 1969 professor a la Sorbona.
Jean Frappier fou, des de 1972, president de l‘Association internationale des études françaises. També fou un dels fundadors, el 1948, de la Société Internationale Arthurienne i de la Société Rencesvals. Des de 1959 fou membre corresponent de la Reial Acadèmia de Bones Lletres de Barcelona; des de 1974 fou membre corresponent de l'Institut d'Estudis Catalans.

## Obra

### Com a autor
- Le Roman breton : Chrétien de Troyes, Perceval, ou, le Conte du Graal. París, 1953
- La Poésie lyrique en France aux XIIe et XIIIe siècles. París, 1954
- Chrétien de Troyes. L'homme et l'oeuvre. París: Hatier, 1957 (reedició: 1973)
- Le Théatre profane an France au moyen Åge: introduction, XIII et XIV siècles. París, 1959
- Étude sur La mort le roi Artu : roman du XIIIe siècle, dernière partie du Lancelot en prose. Ginebra: Droz, 1961 (2a ed) [publicació de la tesi doctoral]
- Étude sur «Yvain ou Le Chevalier au lion» de Chrétien de Troyes. París: SEDES, 1969 (reedició: París 1988)
- Chrétien de Troyes et le mythe du Graal. Etude sur «Perceval ou le Conte du Graal». París: SEDES, 1998 [reedició]
- Amour courtois et Table Ronde. Ginebra: Droz, 1973
- Études d'histoire et de critique littéraire. Du Moyen âge à la Renaissance. París: Champion, 1976
- Histoire, mythes et symboles. Etudes de littérature française. Ginebra: Droz, 1976
- Autour du Graal. Ginebra: Droz, 1977

### Com a editor de textos
- Jean Lemaire de Belges: La concorde des deux langages. París: Droz, 1947
- Jean Lemaire de Belges: Les épîtres de l'amant vert. Lille 1948.
- Les chansons de geste du cycle de Guillaume d'Orange. 2 volums. París 1967
  - Volum 1: La chanson de Guillaume, Aliscans, La Chevalerie Vivien.
  - Volum 2: Le Couronnement de Louis. Le Charroi de Nîmes. La Prise d'Orange.